# Духовная консистория (Пермь)
Духовная консистория — достопримечательность Перми. Находится в Ленинском районе города почти на берегу Камы.

## История
Пермская епархия была торжественно открыта в Перми 4 марта 1800 года епископом Иоанном (Островским). При нём была также организована духовная консистория для управления епархией, однако почти четыре десятилетия она не располагала своим зданием и размещалась в комплексе строений «Пермского Архиерейского дома».
22 марта 1829 году был поднят вопрос о строительстве отдельного здания для духовной консистории — соответствующее ходатайство было подано епископом Пермским и Екатеринбургским Мелетием (Леонтовичем) к губернатору Тюфяеву. Однако места для нового здания не нашлось. В 1838—1839 годы этот вопрос был снова поднят в канцелярии обер-прокурора Синода и был решён положительно. Для консистории был создан проект здания.
В 1843 году Пермская духовная семинария, с 1802 года располагавшаяся в нескольких деревянных домиках на пересечении Монастырской и Оханской улиц, была перемещена в новое строение. Вместо снесённых по крайней ветхости деревянных домов на их месте было заложено новое двухэтажное каменное здание по проекту архитектора Пермской казённой палаты И. А. Кругляшова. В 1843 году здание духовной консистории было построено. Оно было обнесено металлической решёткой с каменным фундаментом.
В 1897 году здание консистории было отремонтировано.
С 1 июля 1918 года Пермская духовная консистория стала Пермским епархиальным советом. Во время Гражданской войны в России в 1919—1922 годы здание консистории было конфисковано у Церкви, и в ней размещался околоток территориального полка (военная поликлиника).
По окончании Гражданской войны в здание переехало Пермское Окружное Архивное бюро, с 1934 по 1941 годы здесь располагался художественный техникум, затем — военная прокуратура.
В 1949—1952 годы здание никем не использовалось, но затем было отдано для областной спецбольницы.
В 1954 году в здании был проведён капитальный ремонт с переоборудованием под больницу, были подключены водопровод, канализация и центральная система отопления, хотя голландские печи были оставлены как декоративный элемент.
С 1981 году здесь располагается областной врачебно-физкультурный диспансер.
В соответствии с решением Малого Совета Пермского Облсовета № 683 от 20 мая 1993 году здание бывшей консистории является памятником архитектуры и градостроительства.